# アール・ウッズ

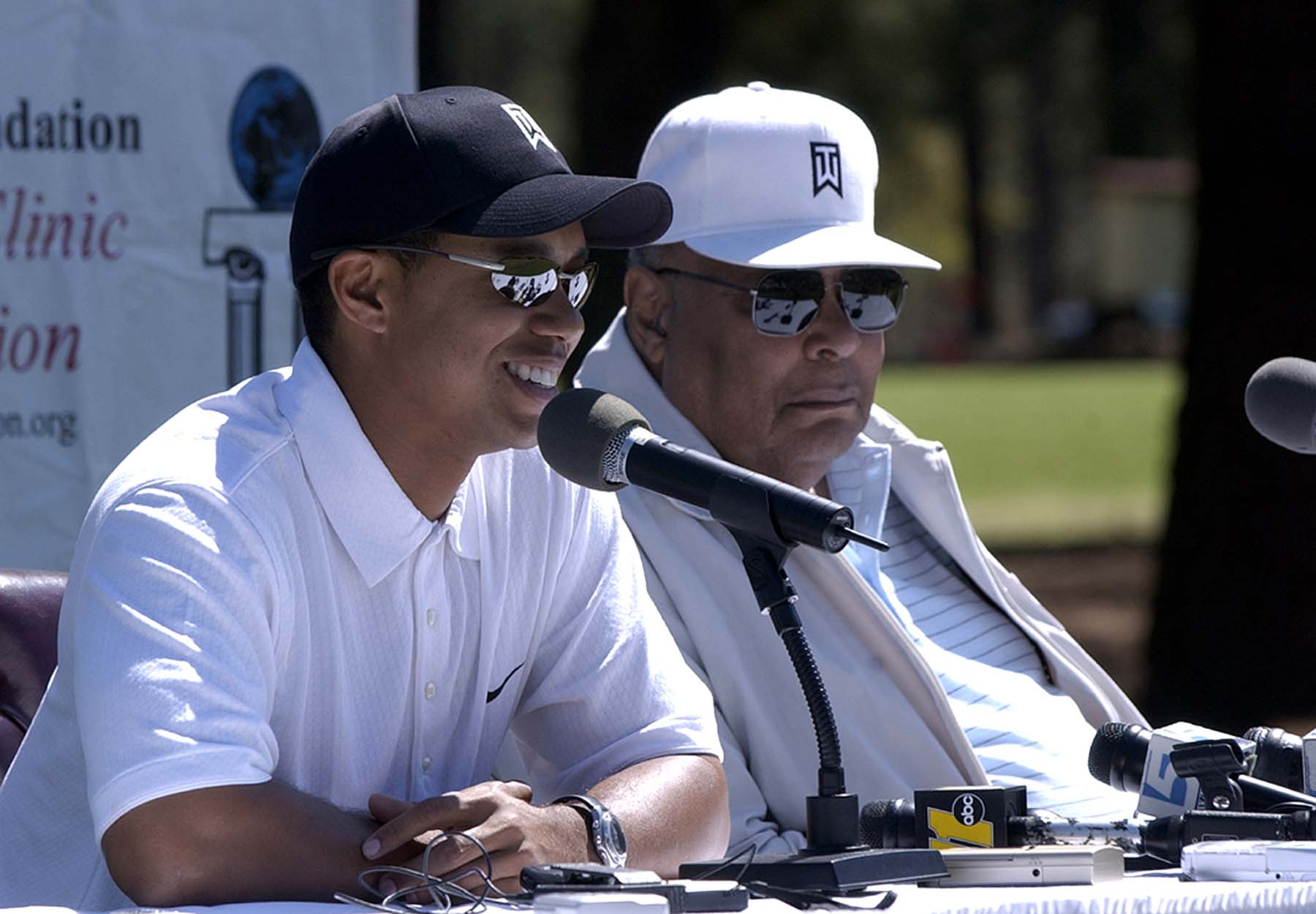
記者会見に望むタイガー・ウッズ（手前）とアール・ウッズ

アール・デニソン・ウッズ（Earl Dennison Woods, 1932年3月5日 - 2006年5月3日）は、アメリカのプロゴルファータイガー・ウッズの父親。アメリカ・カンザス州マンハッタン出身。
父親の影響で幼少の頃から野球に親しみ、リトルリーグでは州代表に何度も選出される。「肩の強さはメジャー級」と評され、カンザス州立大学ではリーグ初の黒人捕手として活躍する傍ら、子供たちに野球を教えることにも熱心であった。
アメリカ陸軍に志願し、特殊部隊グリーンベレーの一員として2度ベトナム戦争に従軍。その後、タイのバンコクで情報将校としての任務中クルティダと出会い結婚した。
アメリカ本土へ帰還後、軍で後進の教育に就いていた1974年42歳のときゴルフを始めた。同年退役後はマクダネル・ダグラス社に勤務しながら、タイガーの教育に力を注ぐ。本人の回顧では、野球や陸軍で後進の指導に携わったことで得たノウハウはまるで「タイガーを育て上げるため」に神が与えてくれたかのようだった、という。
1975年12月30日クルティダとの間に男子が誕生、「エルドリック（Eldrick）」と命名したが、ベトナムで親交を深めた南ベトナム軍将校で、「タイガー」の異名をとるグエン･T･フォン大佐（Nguyen T Phong）がMIA（作戦行動中行方不明）となっていたことに対し、生還の願いと再会の期待を実子のニックネームに託し、「タイガー」と呼ぶようになった。
1996年10月後半に心臓疾患（不整脈）で倒れ、心臓バイパス手術を受ける。1998年には前立腺癌が発見され、いったんは放射線療法である程度の回復を見たが、2004年に病状が再発し、2006年5月3日、前立腺癌のため74歳で死去。彼は終の住処として、息子を育てたカリフォルニア州サイプレスの自宅を選んだ。
1996年に、タイガーと共に「タイガー・ウッズ財団」（Tiger Woods Foundation）を設立し、またロサンゼルスに「タイガー・ウッズ・ゴルフ教育センター」を建設するなど、本人が「第2の職業」と位置づける教育との関わりは深い。
マスターズにおいては、1997年「21歳3ヶ月」で最年少優勝を飾ったタイガーとの抱擁や、2005年病状が悪化し最終ラウンドの観戦ができなくなったが、このとき優勝したタイガーのコメント「この勝利を私の父に捧げます」などから、親子の絆の深さを感じさせる。

## 著書
- TRAINIG A TIGER :PETE McDANIEL共著　日本語版:タイトル同じ、副題:「タイガー・ウッズ父子のゴルフ＆教育革命」大前研一訳（1997年6月小学館 ISBN 4-09-356081-1）
- Playing Through: Straight Talk on Hard Work, Big Dreams and Adventures with Tiger （日本語訳：『さあ始めよう、きっと何かが変わるはず―タイガー・ウッズを育てた魔法の言葉』）